# Disa triloba
Disa triloba är en orkidéart som beskrevs av John Lindley. Disa triloba ingår i släktet Disa och familjen orkidéer. Inga underarter finns listade i Catalogue of Life.